# Athéni Szent Athénagorasz
Athéni Szent Athénagorasz (kb. 133  – kb. 190) athéni keresztény filozófus, apologéta. Két műve maradt fenn.

## Művei

### Apológia
177-180 között íródhatott, a keresztények elleni vádak cáfolataként, illetve a keresztény hit védelmére. Az iratot kérvényként terjesztette be az uralkodók elé, melyben azt kérvényezi, hogy a keresztények is kapják meg ugyanazokat a jogokat vallásuk gyakorlásához, amelyeket a Római Birodalom többi népei is élveznek. A műben visszautasítja a keresztények ellen felhozott vádakat (ateizmus, thüesztikus lakomák, oidiposzi fajtalanság), és kifejti a keresztény hit lényegét. A pogány vallások és a kereszténység közötti fő különbséget az egyistenhitben látja. Tanítása szerint Isten a világ teremtője, aki nem keletkezett, hanem létező és mindent a tőle származó Logosz által alkotott. A keresztények által vallott Isten tanúi a próféták, akik a Lélek erejében szóltak Istenről. Részletezi a keresztények életmódját, említi az örök életbe és a feltámadásba vetett hitetüket. Athénagorasz a helyes istenfogalom tanúiként idézi Homérosz-t, Euripidész-t, Szophoklész-t. Isten kezdetnélküliségének és világfelettiségének hangsúlyozásában Szent Jusztinusz követője.

### A feltámadásról
Egyesek - belső érvek alapján - Pszeudo-Athénagorasznak tulajdonítják a művet. Mindenképpen az első jelentős keresztény mű a kérdéssel kapcsolatban. 
A kérdés igen kritikus volt a pogányok számára. A lélek halhatatlansága és a test halála természetesnek – és logikusnak – tűnt. Miért nem halhatatlan a test is? Miért kell akkor a feltámadás?
Mi a célja az embernek? Miért jön létre az élet? - kérdezi Athénagorasz. Válasza: a fajfenntartás, ami egyfajta törekvés a halhatatlanságra. Az ember nem halhatatlan, de a halhatatlanságra irányul. A cél vonatkozásában pedig kijelenti, hogy Isten sem a saját hasznára, sem mások céljára nem alkotta az embert, hanem hogy az Ő teremtő jóságát és bölcsességét szemlélje. A megmaradás a feltámadás által is lehetséges, az a legvégső átalakulás az ember számára.
Az emberi természetről gondolkodva megállapítja, hogy az ember testből és lélekből áll, s ha nincs feltámadás, elvész az emberi természet. Ez alapvető megállapítása a platonizmussal és a reinkarnációval szemben.
Elsőként kívánta bizonyítja észérvekkel Isten létét, egyetlenségét, az Atya Fiúval és a Lélekkel való egységét. Megállapította, hogy az Ige az Atya kiáradása, nem teremtmény, nincs kezdete.
Foglalkozott a sugalmazás kérdésével is, valamint védelmébe vette a magzat jogait.